# Kuurne-Bruxelles-Kuurne 1974
La Kuurne-Bruxelles-Kuurne 1974, trentesima edizione della corsa, si svolse il 3 marzo su un percorso di 199 km, con partenza e arrivo a Kuurne. Fu vinta dal belga Wilfried Wesemael della squadra M.I.C.-Ludo-De Gribaldy davanti al connazionale Eddy Verstraeten e al francese Cyrille Guimard.

## Ordine d'arrivo (Top 10)
| Pos. | Corridore         | Squadra                 | Tempo    |
| ---- | ----------------- | ----------------------- | -------- |
| 1    | Wilfried Wesemael | M.I.C.-Ludo-De Gribaldy | 4h59'00" |
| 2    | Eddy Verstraeten  | Watney-Maes Pils        | s.t.     |
| 3    | Cyrille Guimard   | Merlin Plage-Shimano    | s.t.     |
| 4    | Donald Allan      | Frisol-Flair Plastics   | s.t.     |
| 5    | Walter Planckaert | Watney-Maes Pils        | s.t.     |
| 6    | Freddy Maertens   | Carpenter-Confortluxe   | s.t.     |
| 7    | Ludo Van Staeyen  | Watney-Maes Pils        | s.t.     |
| 8    | Cees Priem        | Frisol-Flair Plastics   | s.t.     |
| 9    | Willy Planckaert  | Ijsboerke-Colner        | s.t.     |
| 10   | René Pijnen       | Ti-Raleigh              | s.t.     |